# Stéphane Porato
Stéphane Porato (Colombes, 19 de setembro de 1973) é um  ex-futebolista francês que atuou como goleiro.

## Carreira
Começou a carreira no Racing 92, mas apareceu de vez para o futebol no Toulon em 1992. Porato jogaria ainda por Olympique de Marseille, Créteil (por empréstimo), Ajaccio, Alavés e Xerez, se aposentando pela primeira vez ao final da temporada 2008-09.
Em 2006, quase assinou contrato com o Chelsea para ser reserva de Petr Čech. 

## Monaco
A carreira de Porato está bastante ligada ao Monaco, cuja primeira passagem durou entre 1993 e 1998, jogando 19 partidas. Depois de uma curta passagem pelo Olympique, retornou ao time do principado em 2000, sagrando-se campeão nacional no mesmo ano.
Depois de ter retornado ao futebol para defender a equipe amadora do Val d'Adour, Porato foi recrutado pelo time C do Monaco, ao lado do atacante tcheco Jan Koller.

## Seleção Francesa
A única partida de Porato com a Seleção Francesa ocorreu em 1999, contra a Croácia.

## Títulos
Monaco
- Ligue 1: 1996–97
- Supercopa da França: 1997, 2000